# آقای سعادت
آقای سعادت (ایتالیایی: Mister Felicità) یک فیلم کمدی ایتالیایی به کارگردانی آلساندرو سیانی است که در سال ۲۰۱۷ منتشر شد. از بازیگران آن می‌توان به دیگو آباتانتوئونو، النا کوچی، کریستیانا دل‌آنا و کارلا سینیوریس اشاره کرد.